# Riccardo Ventre
Riccardo Ventre (ur. 20 czerwca 1944 w Formicoli) – włoski prawnik i polityk, wykładowca akademicki, poseł do Parlamentu Europejskiego VI kadencji.

## Życiorys
Ukończył studia prawnicze na Uniwersytecie w Neapolu, na tej samej uczelni studiował nauki polityczne i filozofię. Magisterium z administracji uzyskał na Uniwersytecie Katolickim w Mediolanie.
Orzekał jako referendarz i sędzia w sądach administracyjnych. Pełnił kierownicze funkcje w prowincjonalnej i regionalnej administracji podatkowej. Pracował także jako nauczyciel akademicki i dziennikarz.
Był członkiem Chrześcijańskiej Demokracji, po jej rozwiązaniu działał we Włoskiej Partii Ludowej i następnie w Zjednoczonych Chrześcijańskich Demokratach. Był radnym, asesorem i burmistrzem Formicoli, a także radnym prowincji Caserta.
W 2004 uzyskał mandat posła do Parlamentu Europejskiego z ramienia partii Forza Italia (współtworzącej w 2009 w Lud Wolności). Należał do Grupy Europejskiej Partii Ludowej (Chrześcijańscy Demokraci) i Europejskich Demokratów. Przez pół kadencji był wiceprzewodniczącym Komisji Spraw Konstytucyjnych, brał także udział w pracach Podkomisji Praw Człowieka. W PE zasiadał do 2009. W tym samym roku został zgłoszony jako jeden z trzech włoskich kandydatów na sędziego Europejskiego Trybunału Praw Człowieka (nie został wybrany na tę funkcję).